# 前川たけし
前川 たけし（まえかわ たけし、1960年7月29日 - ）は、日本の漫画家。北海道旭川市出身。大東文化大学漫画研究会OB。

## 概要
1983年、『月刊少年マガジン』（講談社）掲載の「鉄拳チンミ」でデビュー。その後、1980年代末より『月刊少年マガジン』『週刊少年マガジン』『コミックボンボン』など講談社の漫画雑誌で活躍。代表作に『鉄拳チンミ』シリーズ、『ブレイクショット』など。
前川の代表作である『鉄拳チンミ』シリーズ（現在は『鉄拳チンミLegends』）は、『DEAR BOYS』と共に『月刊少年マガジン』を代表する長期連載作品となっている。同作品はアニメ化もされ、テレビ朝日系にて1988年7月2日から12月24日まで全20話が放送された。
1987年度（昭和62年）、第11回講談社漫画賞少年部門受賞（『鉄拳チンミ』）。現在も連載中。

## 作品リスト

### 連載作品
- 鉄拳チンミ（『月刊少年マガジン』1983年12月号 - 1997年2月号、全35巻、文庫本全18巻）
  - 新鉄拳チンミ（『月刊少年マガジン』1997年3月号 - 2004年11月号、全20巻、文庫版全10巻）（拳法家チンミの成長物語）
  - 鉄拳チンミ外伝（『月刊少年マガジン増刊GREAT』、『月刊少年マガジン』、『月刊少年ライバル』、『月刊少年マガジン+』、不定期掲載、既刊4巻） ※『鉄拳チンミ』の外伝話を複数描いた短編集。
  - 鉄拳チンミLegends（『月刊少年マガジン』2006年9月号 - 連載中、既刊28巻）
- The ストライカー（原作：ヒロナカヤスシ、『月刊少年マガジン』1984年6月号 - 1985年12月号、全3巻） ※サッカー漫画。
- カンフータオ（『週刊少年マガジン』1986年42号 - 1987年9号、全2巻）
- ブレイクショット（『週刊少年マガジン』1987年21号 - 1990年28号、全16巻、ワイド版全9巻、文庫版全8巻） ※ビリヤード漫画。
- はっけよい（原作：七三太朗、『週刊少年マガジン』1990年42号 - 1991年18号、全3巻） ※相撲漫画。
- 星の剣（『マガジンSPECIAL』1991年No.10 - 1992年No.2、全1巻） ※時代劇漫画。
- 剣豪伝ルーレットバトラー（『コミックボンボン』2002年9月号 - 2004年8月号、全4巻）
- A.S.（アニマル・センス）（監修：飯塚修、『月刊少年マガジン』2005年7月号 - 2006年7月号、全3巻）

### 読切作品
- 山の陣太（『マガジンSPECIAL』1990年8号） ※『ブレイクショット』16巻に収録。
- 3000バーツのサム（『月刊少年マガジン増刊GREAT』1993年1月号） ※『鉄拳チンミ外伝』1巻に収録。
- 雪の音 短編(『コミックふるさと北海道』)